# Eumerus kirgisorum
Eumerus kirgisorum är en tvåvingeart som beskrevs av Peck 1966. Eumerus kirgisorum ingår i släktet månblomflugor, och familjen blomflugor. Inga underarter finns listade i Catalogue of Life.